# IATA空港コードの一覧
IATA空港コードの一覧（IATAくうこうコードのいちらん）は、国際航空運送協会（International Air Transport Association、IATA）が定めた空港の3レターコードの一覧である。
アルファベットごとにページを分割している。

IATA空港コードの一覧: A - B - C - D - E - F - G - H - I - J - K - L - M - N - O - P - Q - R - S - T - U - V - W - X - Y - Z